# Oprichniks

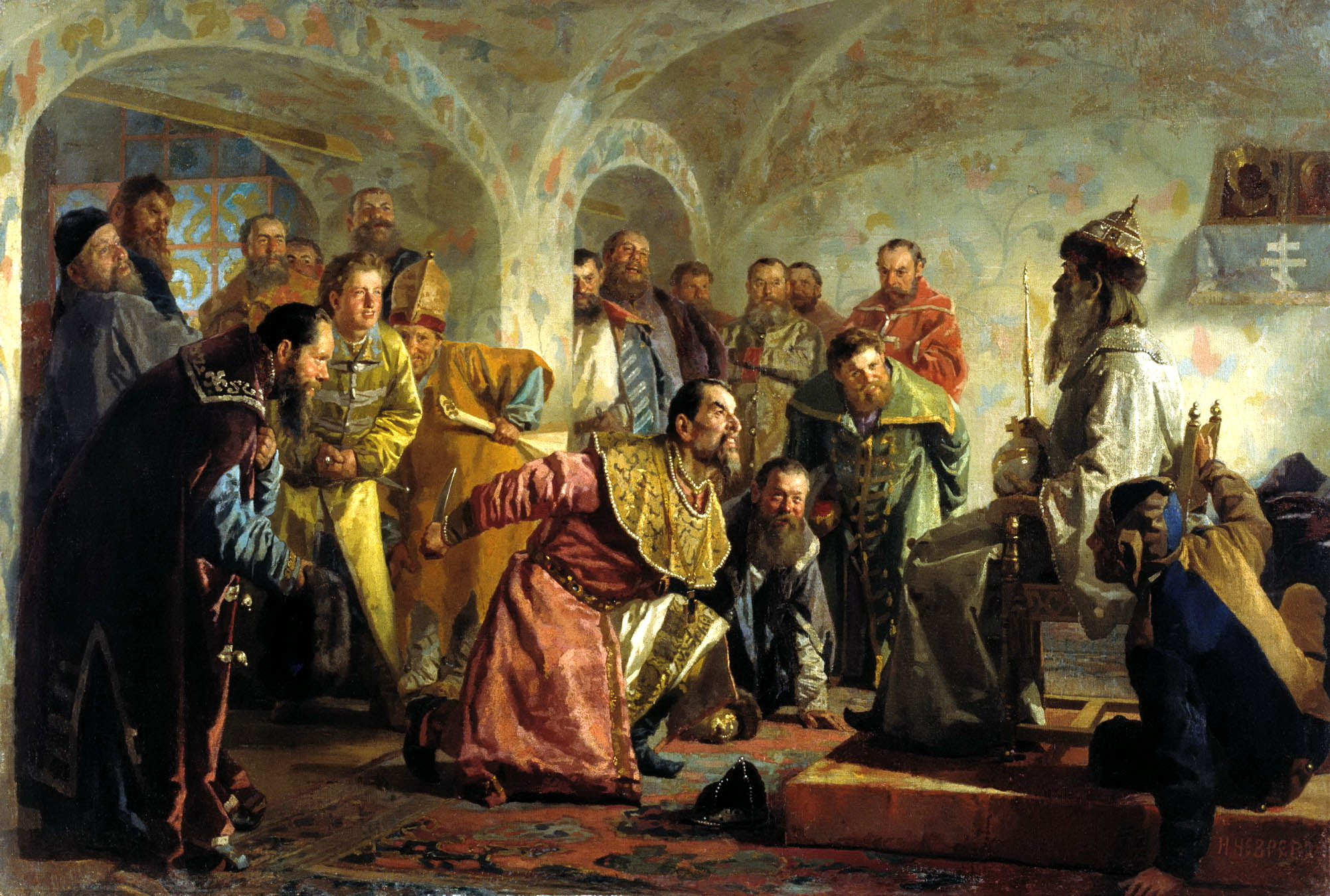
Oprichniki, pintado por Nikolai Nevrev.

Um Oprichnik (опричник) (Oprichniki no plural) era um membro de uma organização estabelecida pelo Tsar Ivan, o Terrível para governar a divisão da Rússia conhecida como a Opríchnina (1565-1572.) Alguns eruditos pensam que foi a segunda esposa de Ivan, Maria Temrjukovna que deu primeiramente ao Tsar a ideia de dar forma a organização. 
O Oprichniki era responsável pela tortura e o assassinato de inimigos internos do Tsar. Notórios pelos seus meios violentos, poderiam ser comparados aos esquadrões da morte modernos ou mesmo às polícias secretas. O Oprichniki mais odiado foi Malyuta Skuratov.

## História
O seu principal símbolo era a cabeça de cachorro que levavam pendurados nos seus cavalos, símbolo da sua lealdade, e a vassoura, que simbolizava a limpeza dos inimigos do czar. Foram chamados às vezes os cães do “Tsar” por causa de sua lealdade a ele. Vestiram-se com roupas pretas, similares a um hábito monástico, disfarçando-se de ordem religiosa.
O Oprichniki usava métodos diferenciados de tortura, que incluem amarrar cada membro da pessoa a um cavalo diferente e que correm nos sentidos opostos ou jogar uma pessoa em uma banheira de água fervente. Empalariam vítimas, ou mesmo amarram a vítima e queimariam-na em locais abertos. 
Quando Ivan se declarou a “Mão do Deus”, 300 dos Oprichniks foram selecionados para ser sua “Fraternidade Pessoal” e passaram a viver dentro do castelo de Ivan. Cada noite, três Oprichnik “monges” ouviriam um sermão dado por Ivan, antes das execuções da manhã. O Oprichniki conduziria um estilo de vida externamente ascético, como os monges, mas haveria muitas manifestações de crueldade e de devassidão.
No Massacre de Novgorod, os Oprichniks massacraram em torno de 1500 nobres. 

## Cultura popular
A canção "Dog and Broom" do álbum Hornets of the Pogrom de Arghoslent é baseada nos Oprichnikis.